# Value Based Selling
Value Based Selling ist ein "wertorientiertes" Vorgehen im Marketing.
Value Based Selling ist aus der Erkenntnis hervorgegangen, dass in der heutigen Arbeitswelt Verhandlungs- und Verkaufsprozesse immer komplexer, langwieriger und damit teurer werden.
Um die Wahrscheinlichkeit zu erhöhen, am Ende dieses Prozesses zum Vertragsabschluss bzw. Verkauf zu gelangen, muss dem Kunden der Nutzen („Value“), dem ihm der Kauf stiftet, konkret dargelegt werden. Value Based Selling ergänzt damit die klassische Sichtweise „Wie viel nützt mir der Kunde“ um den Aspekt „Wie viel nütze ich dem Kunden“.
Verkäufer, die „value based“ verkaufen, versetzen sich in den Kunden hinein, um das Produkt möglichst passend auf dessen individuelle Bedürfnisse zuzuschneiden, ihm somit verschiedene Leistungsvorteile herauszuarbeiten und den Preis der Leistung am Nutzen für den Kunden auszurichten.
Ein Beispiel hierfür wäre eine Energie-Beratungsfirma, die nicht nach Arbeitszeit bezahlt wird, sondern stattdessen dem Kunden aufzeigt, wie viel er mithilfe ihres Engagements einsparen kann und sich dann an den eingesparten Energie-Ausgaben beteiligen lässt. Dem Preis der Leistung liegt damit der verkaufte Nutzen zugrunde.

## Definition
„Value Based Selling ist eine wertorientierte Verkaufsphilosophie bei der durch eine proaktive Vorgehensweise in der kundenorientierten Leistungsgestaltung eine Verbesserung der Kundenleistung dahingehend erreicht werden soll, dass die Vorteile für einen Kunden auch den wahrgenommenen Wert der Leistung und den erzielbaren Preis positiv beeinflussen. Im Mittelpunkt des Ansatzes steht eine möglichst vollständige Befriedigung der komplexen Kundenbedürfnisse. Beim Value Based Selling werden dem Kunden konkrete qualitative und quantitative Leistungs-Vorteile zur Verbesserung seiner Wettbewerbslage (Wachstumssteigerung und/oder Kostenminimierung) aufgezeigt.“

## Beispiele
Firmen, die das Konzept praktisch anwenden und erfolgreich „value based“ verkaufen sind zum Beispiel
- Festo
- Dräger
- SAP
- Autodesk